# Charte Sapaudine
Histoire de Lyon au Moyen Âge
Bulle d'or - Permutatio - Traité de Vienne - Philippines - Charte Sapaudine
La charte sapaudine (ou Sabaudine), accordée par l'archevêque de Lyon Pierre de Savoie le 21 juin 1320, marque le passage du pouvoir de l'archevêque au consulat dans la ville de Lyon, en établissant officiellement celui-ci et les droits des bourgeois de Lyon.

## Contexte
Depuis le début du Moyen Âge, le comté de Lyon, qui faisait alors partie du Saint-Empire Romain Germanique est une principauté ecclésiastique dont l'archevêque et le chapitre de Saint-Jean sont les seigneurs. Cette situation avait été officialisée en 1157 par la Bulle d'or donnée par l'empereur Frédéric Ier qui accordait la souveraineté absolue sur la ville et le comté de Lyon à l'archevêque de Lyon. Au cours du XIIIe siècle, le patriciat lyonnais, marchands et hommes de loi, privé de tout droit politique va réclamer une autonomie face au pouvoir de l'archevêque. S'ensuit plus d'un siècle de lutte ponctué de crises et de révoltes, où les bourgeois arrivent à limiter les droits de l'archevêque, en particulier en matière fiscale, mais sans obtenir de droits politiques. Il faut pour cela attendre l'arrivée du roi de France dans le jeu politique lyonnais. Philippe III puis Philippe le Bel profitent de ces conflits en s'alliant aux bourgeois pour annexer le comté de Lyon et forcer le pouvoir ecclésiastique à reconnaître leur autorité. En 1312, Lyon est rattaché au royaume de France ce qui change l'équilibre des pouvoirs au profit du roi de France. En 1320, celui-ci rend une partie de ses prérogatives à l'archevêque qui doit de son côté reconnaître des droits à la bourgeoisie lyonnaise.
À cette époque, cela fait plusieurs siècles que les villes italiennes ont acquis leur gouvernement et la plupart des grandes villes du royaume de France sont dans le même situation, les rois de France ayant encouragé l'octroi de charte de franchise aux bourgeois des villes à partir du XIe siècle. Mais la présence de l'archevêque de Lyon et de son chapitre dans la ville, ainsi que l'absence de pouvoir supérieur  et l'échec des révoltes armées avait contribué à empêcher toute autonomie des lyonnais malgré leurs réclamations.

## Contenu de la charte
Par cette charte, Pierre de Savoie permet la constitution d'une commune, possédant une autonomie dans la gestion de la ville de Lyon dont l'archevêque reste néanmoins le seigneur. Il reconnaît, en plus de coutumes déjà acquises, le droit de la bourgeoisie à élire des consuls, à former un conseil et à conserver leurs archives, à posséder un procureur, à s'armer, à faire le guet de nuit, à garder les portes de la ville, à veiller sur les clefs de la ville et à lever des impôts sur eux-mêmes. Ces privilèges consacrent l'existence d'un réel pouvoir laïc et surtout bourgeois dans la ville de Lyon ce qui répond aux aspirations du patriciat lyonnais qui prennent en main la destinée de la ville. L'archevêque et le chapitre conservent toutefois encore à cette époque de nombreux droits, dont ceux de justice, qui vont s'éroder au fil des siècles en faveur du roi et du consulat.

Pierre de Savoie délivra cette charte, scellée de son sceau de plomb, au château de Pierre Scize qui était la forteresse de l'archevêque. Elle prit par la suite son nom, Sapaudia étant le terme latin désignant la Savoie.

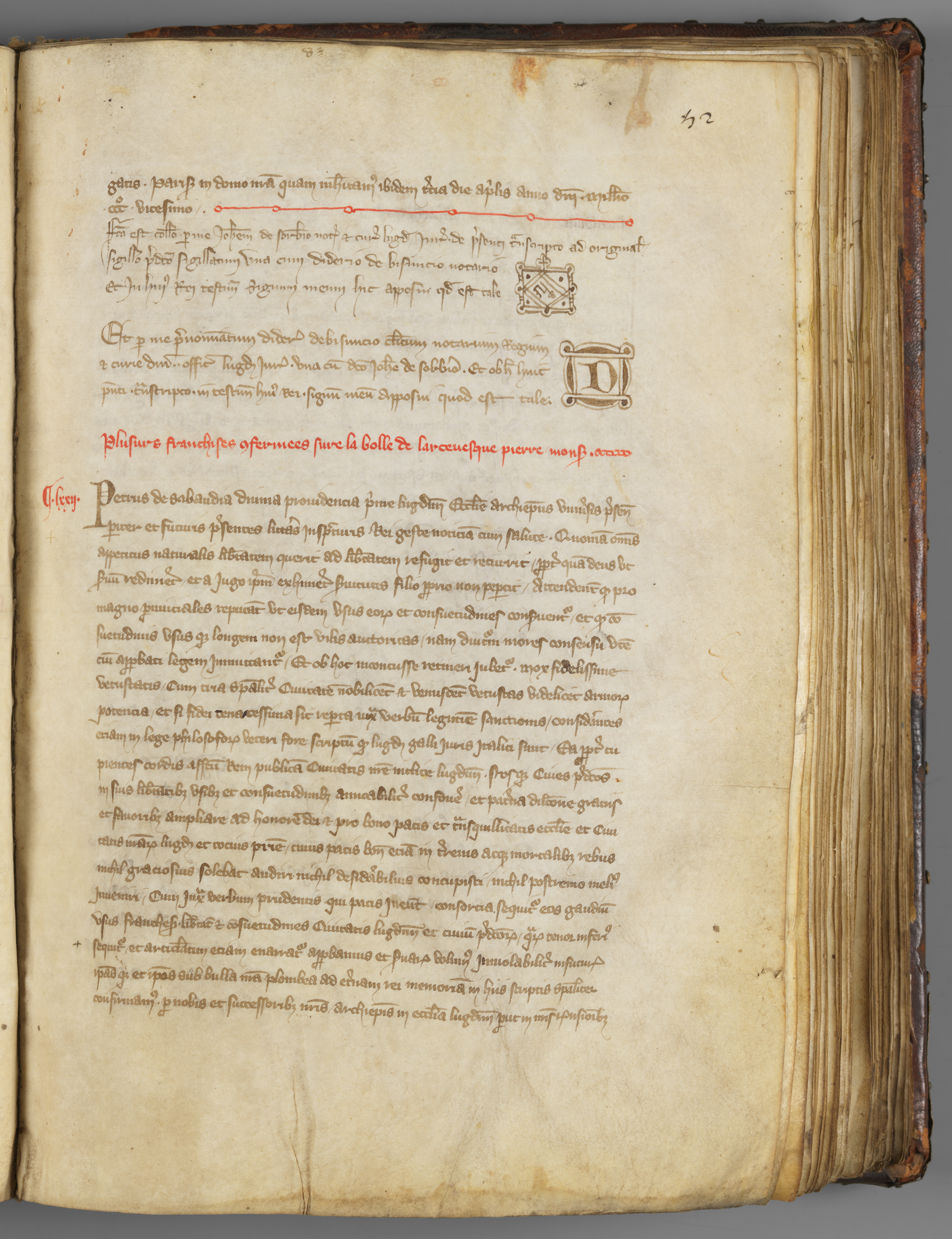
Charte sapaudine du 21 juin 1320 (folio 52r, Archives de Lyon, cote : AA 1)
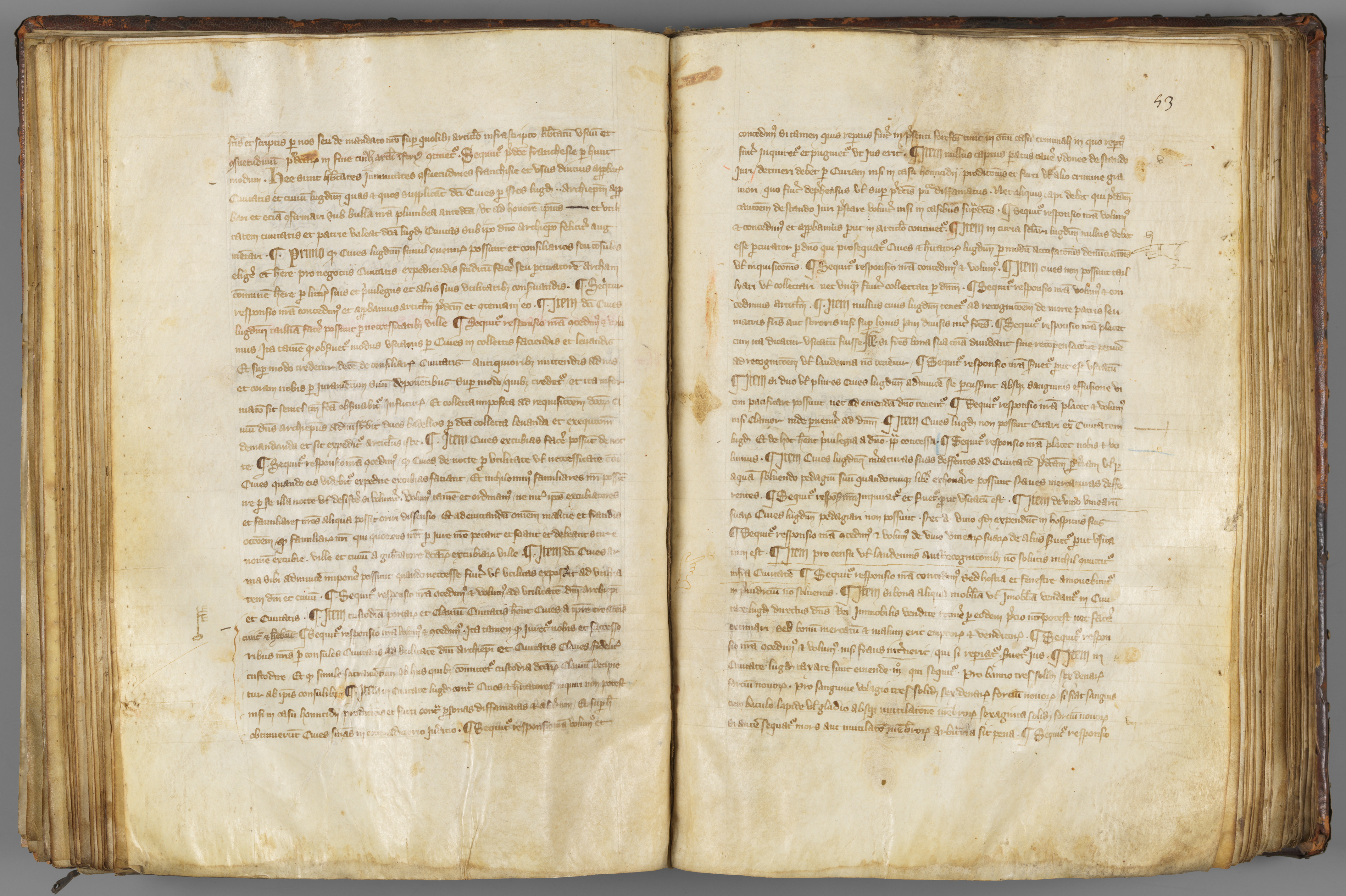
Charte sapaudine du 21 juin 1320 (folios 52v-53r, Archives de Lyon, cote : AA 1)
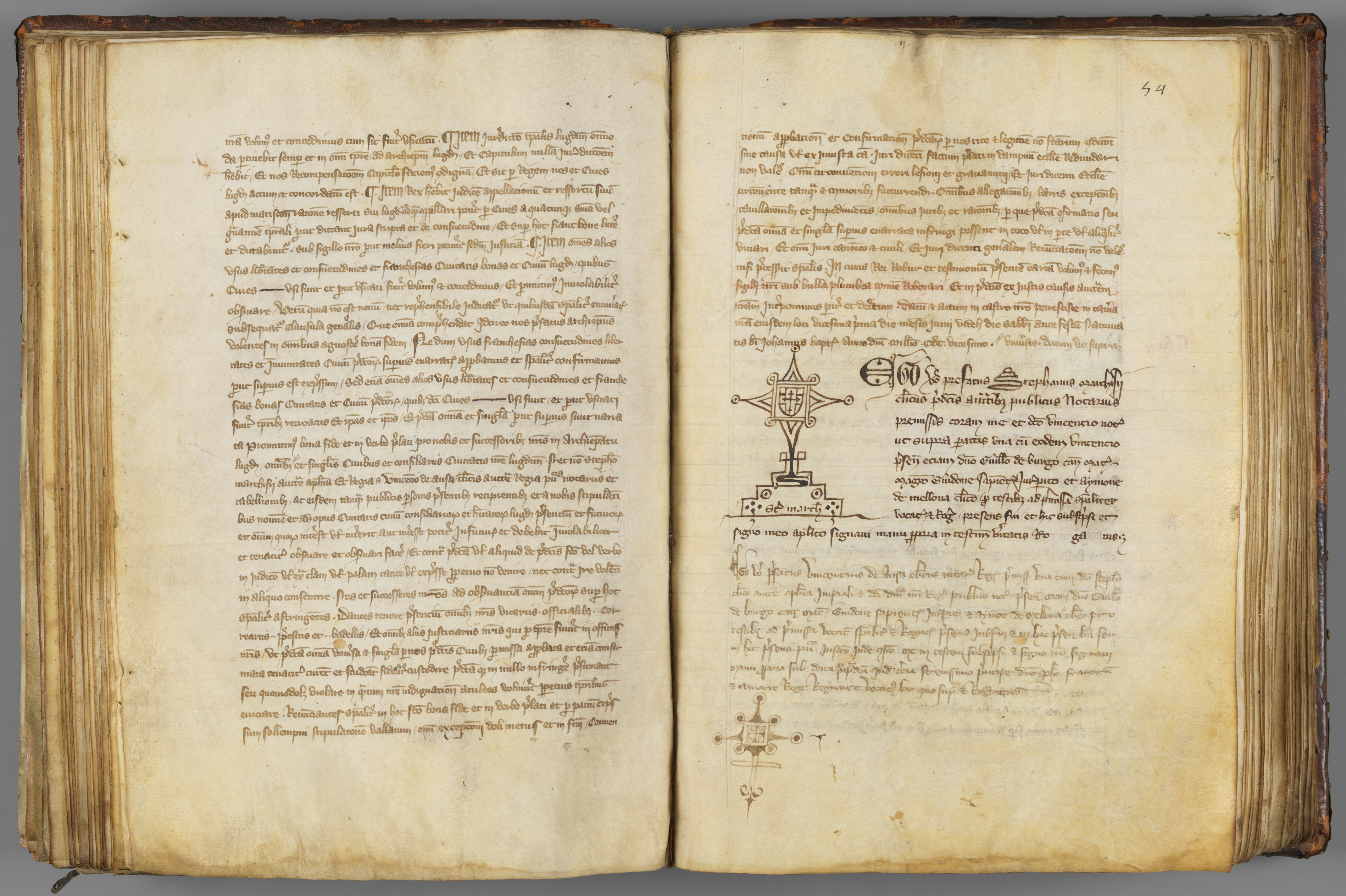
Charte sapaudine du 21 juin 1320 (folios 53v-54r, Archives de Lyon, cote : AA 1)

## Conséquences
Si les bourgeois avaient mis en place une organisation pour s'opposer à l'archevêque et élu des représentants dès le XIIIe siècle, il n'y avait pas de structure bien établie. C'est ce que permet la Sapaudine en autorisant l'élection d'un conseil avec des revenus et des archives pour conserver ses droits et ses délibérations. La charte permet ainsi l'existence d'un réel pouvoir bourgeois à Lyon qui peut s'opposer plus facilement à celui de l'archevêque et favoriser et protéger les intérêts économiques de la ville et de ses marchands. Le patriciat peut dès lors élire chaque année ses consuls qui gèrent la ville, organisent la vie publique dans la cité, la protègent et correspondent avec le roi. L'archevêque et son chapitre gardent cependant un fort pouvoir dans la ville : ils restent seigneurs de la ville et gardent la justice en première instance. Mais ceux-ci vont peu à peu renoncer à leurs droits temporels et se détourner de la gestion de la ville qu'accaparent rapidement les bourgeois que l'autorité royale va cependant rapidement concurrencer.